# Cal Marçal
Cal Marçal és una entitat de població de Puig-reig, de 132 habitants (2015) i una de les set colònies tèxtils del municipi inclosa en l'Inventari del Patrimoni Arquitectònic de Catalunya.

## Descripció
La barriada de Cal Marçal, és un producte típic de la Revolució Industrial a les zones interiors, on s'instal·laren les "Colònies Industrials".
Situada al km. 28-29 de la carretera de Manresa a Berga, està formada per la barriada pròpiament dita i el conjunt d'edificis que constitueixen la fàbrica de Filats i Teixits Viladomiu, S.A. i les cases propietat de l'empresa on hi viuen els treballadors.
Són dos nuclis ben diferenciats constructivament: la fàbrica i els seus habitatges situats prop del riu responen a la tipologia de les cases de Colònia de tot el Berguedà (pisos de petites proporcions que formen part d'un gran edifici de quatre pisos d'alçada amb unes galeries corredor i escales semi exteriors).
Les cases de la fàbrica es construïren a principis del segle XX per allotjar els treballadors de l'empresa. Cal Marçal és gairebé un poble nou al peu de la carretera i que ha crescut desordenadament enfilant-se per la costa que delimitava i configurava el creixement en carrer fins que, davant la manca de terrenys, les noves construccions s'enfilaven costa amunt.
Cal Marçal té els serveis bàsics per a cobrir les necessitats immediates de la població; cal però traslladar-se a Puig-reig molt sovint. Cal Marçal, però, és el nucli que respon més a la definició de colònia: el creixement desenvolupat al peu de la carretera ha anul·lat fortament l'estructura tancada de la colònia, potenciant la del barri.

## Història
La família de fabricants manresans Torra va crear la colònia el 1880; va ser venuda als Pons el 1915 i més tard als Viladomiu el 1929. La crisi que afectà tot el tèxtil al Berguedà provocà el tancament de la fàbrica el 1989.
En l'actualitat romanen actius la turbina i el generador d'electricitat de la fàbrica (instal·lats el 1932), que es distribueix mitjançant la xarxa general.

## Galeria d'imatges

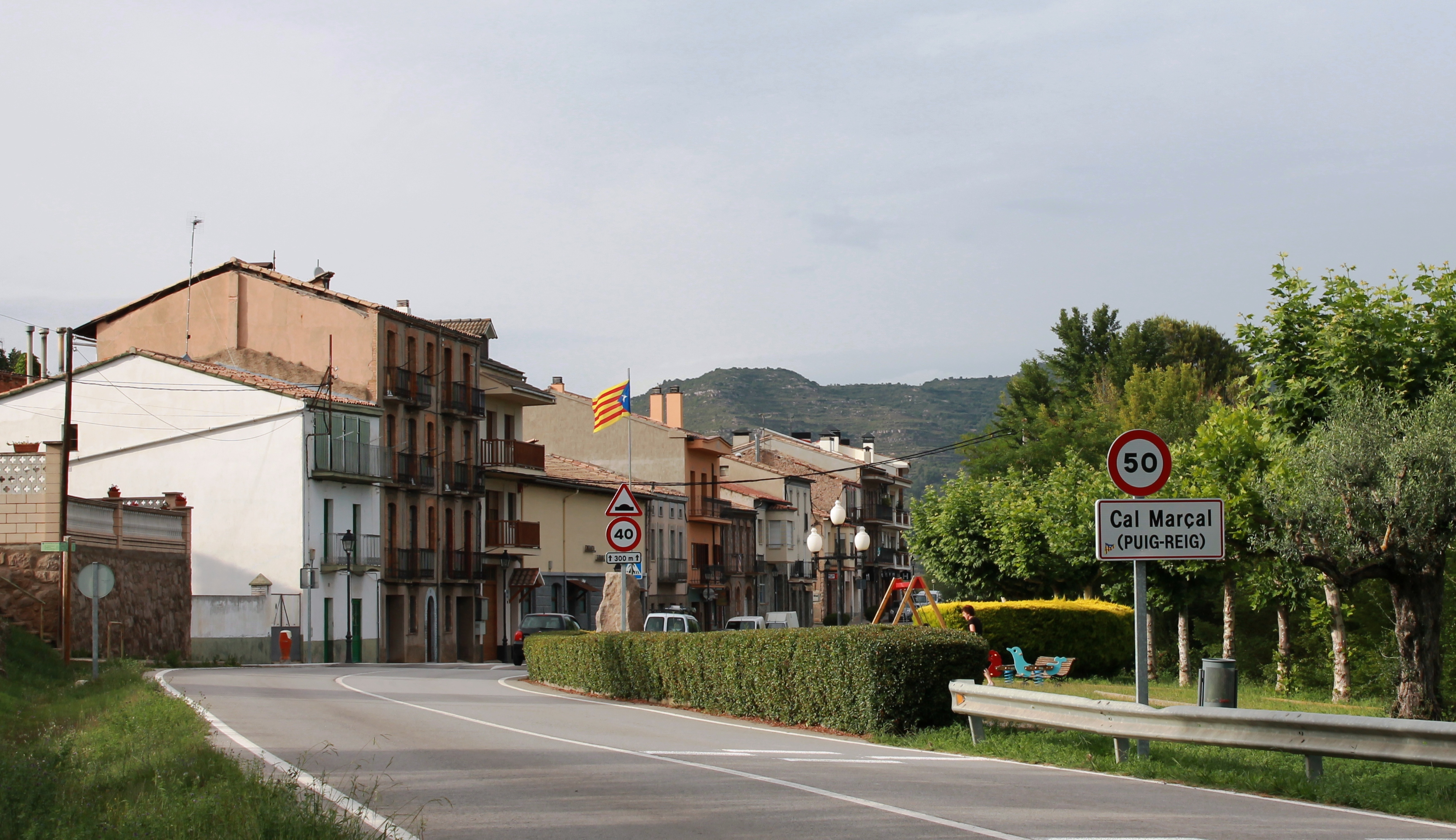
Entrada sud de Cal Marçal
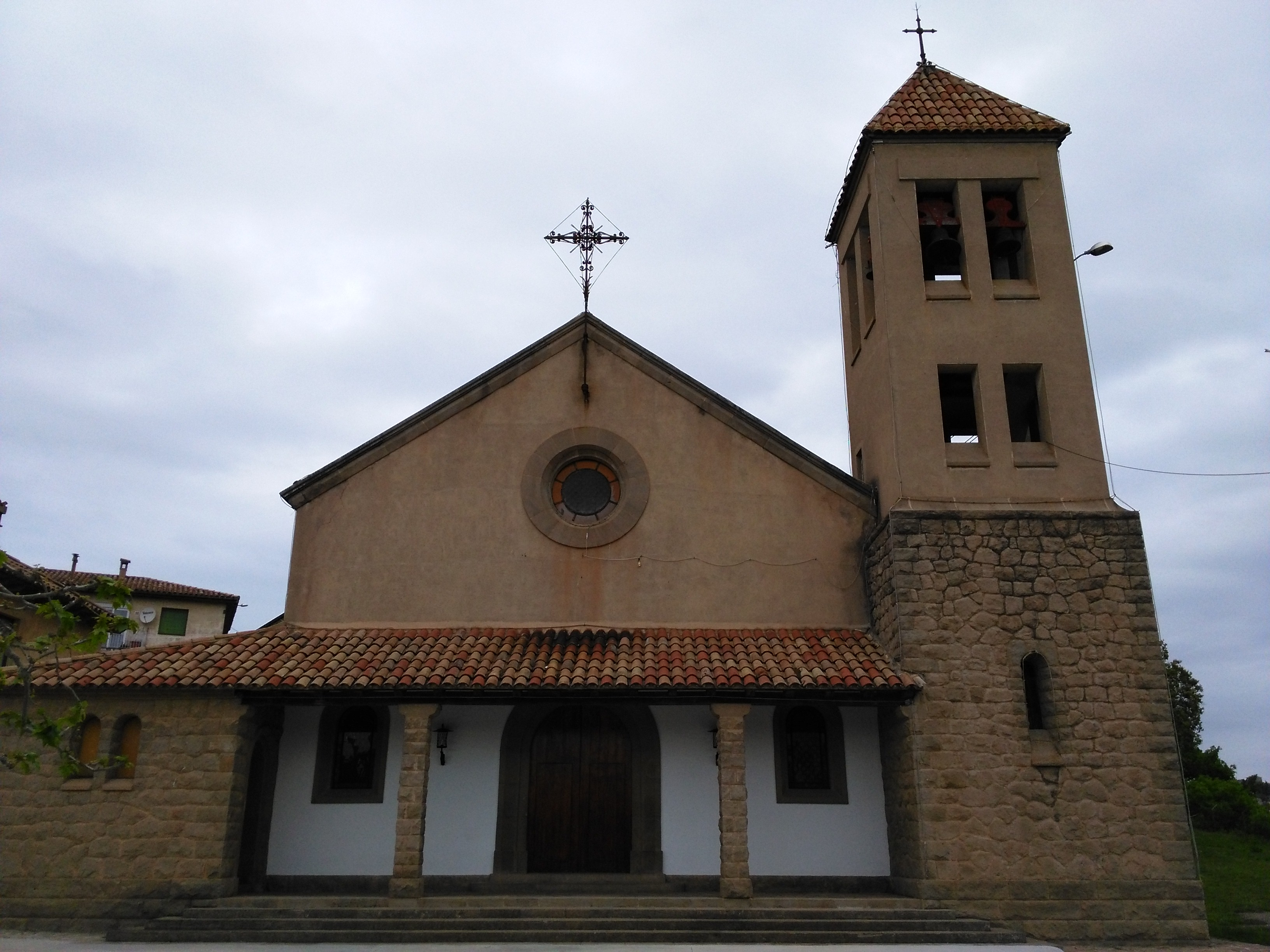
Església de Cal Marçal
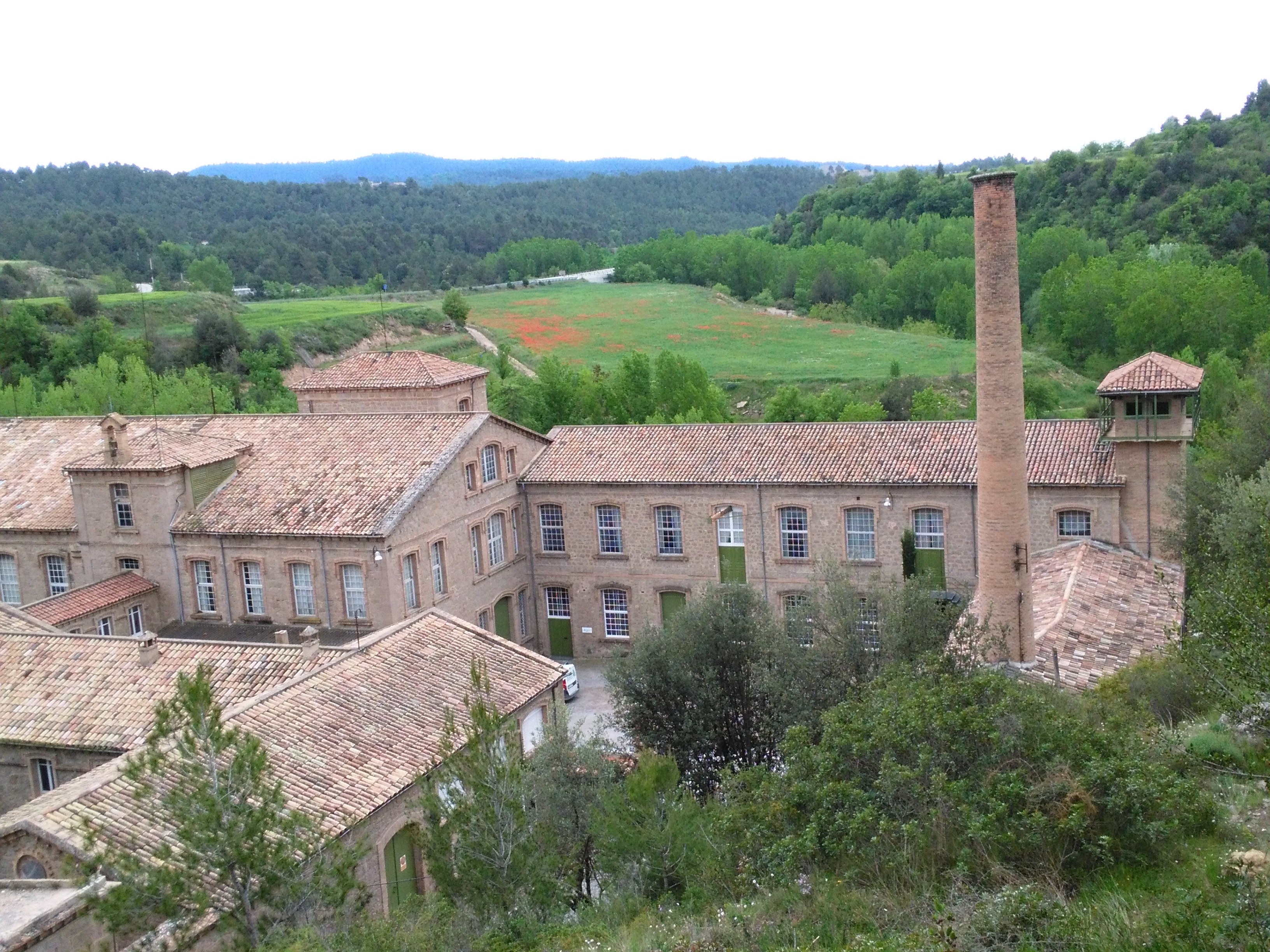
Fàbrica de Cal Marçal
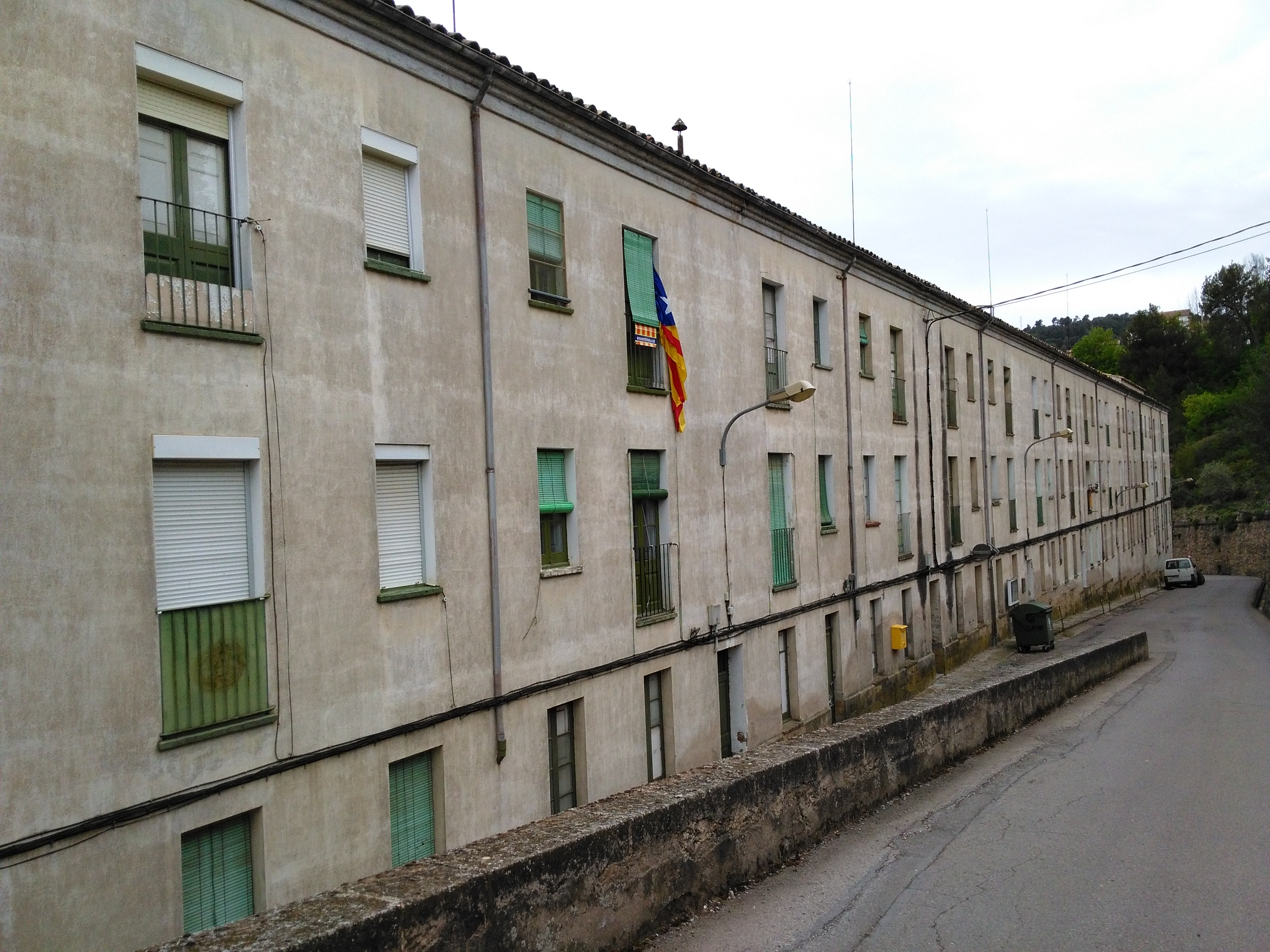
Pisos de la colònia